# NGC 3778
NGC 3778 is een elliptisch sterrenstelsel in het sterrenbeeld Centaur. Het hemelobject werd op 31 maart 1835 ontdekt door de Britse astronoom John Herschel.

## Synoniemen
- ESO 216-26
- AM 1135-502
- PGC 36051